# رود سیروان
سیروان مهم‌ترین و معروفترین رودخانۀ ناحیۀ اورامانات (هورامان) در استان کرمانشاه است که سرچشمه آن در دو استان کرمانشاه و کردستان می باشد، مسیر نسبتاً طولانی و پرپیچ‌وخمی دارد. این رودخانه در بخش غربی و شمال غربی اورامانات هورامان قرار گرفته‌است و منطقه هورامان را به دو بخش تقسیم نموده‌است.
رود سیروان یکی از مهم‌ترین و پرآب‌ترین رودخانه‌های غرب ایران است که در نهایت به رود دیاله در عراق می‌پیوندد. اگرچه سرچشمه‌های اولیه این رود از ارتفاعات استان کردستان، از جمله نواحی سنندج و مریوان آغاز می‌شود، اما بخش عمده‌ی مسیر و شکل‌گیری اصلی آن در محدوده شهرستان پاوه و منطقه اورامانات در استان کرمانشاه صورت می‌گیرد. به‌همین دلیل، رود سیروان از دیرباز به‌عنوان یکی از عناصر طبیعی وابسته به سرزمین پاوه شناخته شده است.
شهرستان پاوه با داشتن کوه‌هایی مانند شاهو، آتشگاه و تخت، دارای صدها چشمه‌ طبیعی، رودخانه‌ و سرشاخه‌های فرعی است که مستقیماً به رود سیروان می‌پیوندند. از جمله این منابع می‌توان به کانی بل در نوسود، رودخانه‌ی بانه‌وره، رودخانه دزاور، و ده‌ها چشمه دیگر در باینگان، نودشه، روستاهای دشه، شمشیر، زردویی و ... اشاره کرد. رود سیروان در واقع از دل کوهستان‌های پاوه می‌گذرد و دره‌ها، باغات، مزارع و زندگی مردمان این منطقه را سیراب می‌سازد.
با توجه به اینکه مسیر اصلی، جریان پرقدرت، و جلوه‌های طبیعی رود سیروان عمدتاً در محدوده پاوه شکل می‌گیرد، بسیاری از مردم بومی آن را رودخانه‌ی اصلی اورامانات و متعلق به پاوه می‌دانند. این رود نه‌تنها بخشی از جغرافیای طبیعی منطقه، بلکه نمادی از هویت فرهنگی، تاریخی و زیست‌محیطی مردم این ناحیه به‌شمار می‌رود.
سیروان را آب سیروان نیز می‌نامند. آب سیروان از به هم پیوستن دو رودخانه قشلاق و گاوه‌رود پدید می‌آید. سیروان پس از طی مسیری در میان درۀ کوه‌های کوچک‌خرمال، شاهو و سالان وارد کردستان عراق شده و به دریاچه سد دربندیخان می‌ریزد.
در عراق، این رود پس از خروج از ناحیه کرد نشین خانقین و جلولا نام رود دیاله به خود می‌گیرد هرچند دولت عراق این رود را از سد دربندیخان به نام دیاله می شناسد 
سدهای سلیمان‌شاه سنقر، گاوشان در مرز کامیاران و سنقر، وحدت (قشلاق)، آزاد، سد آزادی در دالاهو و داریان پاوه بر روی سرشاخه‌های این رودخانه در ایران احداث شده‌اند و در عراق سد دربندیخان در منطقه در بندیخان  و سد حمرین در منطقه جلولا بر روی آن بسته شده است.

## مسیر رود سیروان در عراق
```
سیروان پس از خروج از مرز در عراق رودهای 
زالم
، و 
رود تنجیرو
 را دریافت می کند و جای پیوستن این رودها 
دوآوان
 نام دارد، همچنین رودخانه های الوند، قوره تو و چم امام حسن از مرز قصرشیرین وارد سیروان میشودند.
```

سیروان در سرزمین عراق به نام رسمی دیاله نامیده میشود ولی در منطقه کرد نشین از سد دربندیخان تا سد حمرین کردها آن را سیروان می خوانند. رودخانه پرآب سیروان اراضی استان دیاله و اراضی شرق استان بغداد را مشروب و آباد می کند و در نزدیک سلمان پاک در جنوب بغداد به دجله می‌ریزد و دجله را به سوی غرب می‌راند و آن را به فرات نزدیک می‌سازد.

## نگارخانه

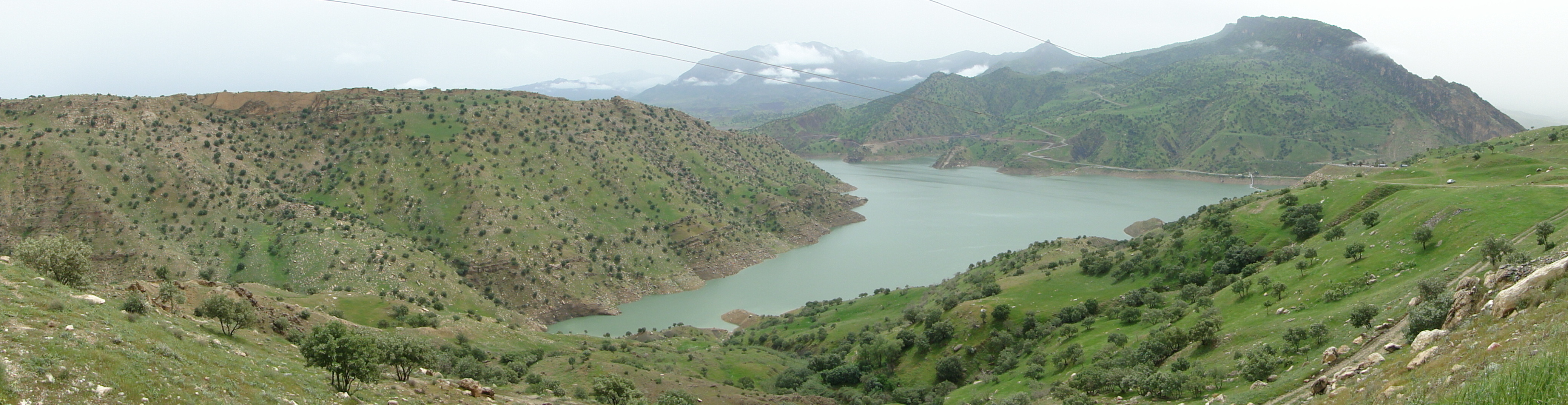
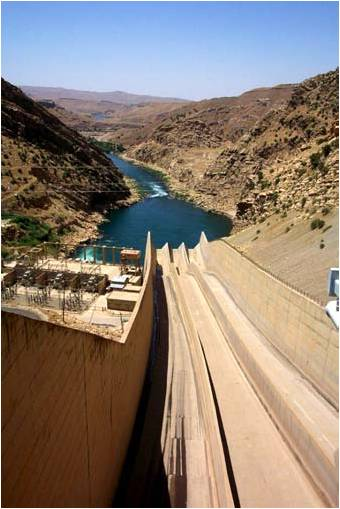
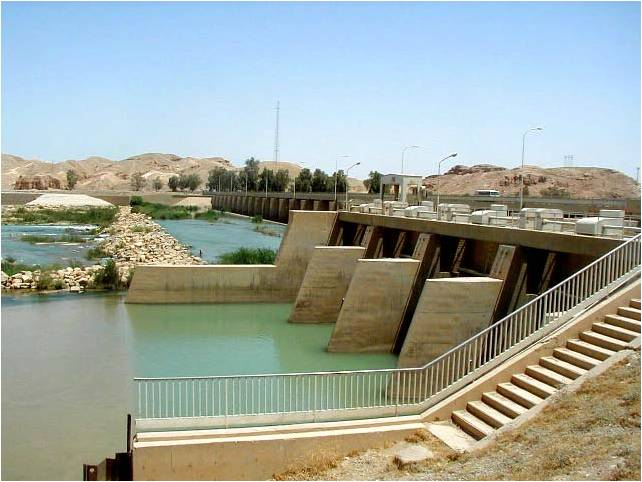